# برنارد لمن
برنارد لمن (انگلیسی: Bernhard Lehmann؛ زادهٔ ۱۱ ژانویهٔ ۱۹۴۸) ورزشکار بابسلد اهل آلمان بود.